# Céline Mancellon
Céline Mancellon, née le 31 juillet 1977 à Valréas, est une écrivaine française de romance et d'urban fantasy.

## Biographie
Après avoir travaillé en tant qu'assistante de direction dans une association sportive et sociale durant plusieurs années, maman de quatre enfants, Céline Mancellon vit de sa plume depuis 2012. Son premier roman, Temps de Lune : mon ami le loup édité chez Sharon Kena et désormais chez la Collection Infinity, a été nommé au prix Masterton 2012. Cette série raconte, avec beaucoup d'humour, les péripéties de l'héroïne, Elizabeth Barrem, qui, après avoir emménagé dans une nouvelle ville, se rend compte qu'elle est peuplée de loups-garous et qu'elle-même n'est pas totalement humaine. La saga littéraire est actuellement composée de trois tomes mais l'auteure a annoncé une suite et des spin-off. Elle reste, à ce jour, son œuvre la plus populaire en urban fantasy.
Cependant, c'est sa romance New Adult, Bad Romance, éditée chez Milady en 2016 et vendue à plus de 10 000 exemplaires en quelques semaines qui la fait connaître auprès de son lectorat. 

### Séries
Temps de lune
- Au clair de la lune, mon ami le loup, Sharon Kena, 2012.
- Aux fleurs de l'aube, entre chiens et loups, Sharon Kena, 2013.
- Aux nuits sans lune, à l'abri du loup, Sharon Kena, 2013.
- Mon ami le loup, Tome 1, Collection Infinity, 2016.
- Le Hurlement des loups, Tome 2, Collection Inifnity, 2016.
- L'Affrontement des meutes, Tome 3, fin du premier cycle, Collection Infinity, 2018.

Les Ombres brumeuses
- Les Ombres brumeuses, Livre 1, Sharon Kena, 2013.
- Les Ombres brumeuses, Livre 2, Sharon Kena, 2013.
- Les Ombres brumeuses, Livre 3, Sharon Kena, 2013.
- Les Ombres brumeuses, Livre 1, Subversif, Bookmark Edition, 2019 (réédition, version retravaillée).
- Les Ombres Brumeuses, Livre 2, Sacrée, Bookmark Edition, 2020 (réédition, version retravaillée)
- Les Ombres Brumeuses, Livre 2.5, Fadlan, Le Maître des Rêves, Bookmark Edition, Novembre 2021 (réédition, version retravaillée)

Alice Royale
- Le Lapin blanc, Sharon Kena, 2013.
- Le Chat du Cheshire, Sharon Kena, 2013.

Bad Romance
- Bad Romance, Milady, 2016.
  - Bad Romance, version poche, France Loisirs, 2017.
  - Bad Romance, version audio, Hardigan, 2016
- Cœurs indociles, Milady, 2016.
  - Cœurs indociles, version poche, France Loisirs, 2017.
  - Cœurs indociles, version audio, Hardigan, 2017.
- Cœurs imprudents, Milady, 2017.
  - Cœurs imprudents, version poche, France Loisirs (à paraître en 2019).
  - Cœurs imprudents, version audio, Hardigan, 2018.

Nesos Atlas
- L'Empire perdu des rois, MxM Bookmark, 2017.
- La Convoitise d'orichalque, MxM Bookmark (date de parution inconnue).
- La Destinée des dix royaumes, MxM Bookmark (date de parution inconnue).

Démon Noir
- Les Fiançailles Obscures, sortie numérique exclusive chez Kobo[5] en octobre 2022, et papier broché chez Bookmark en décembre 2022.

### Romans indépendants
- Pomme d'Éden, Sharon Kena, 2012.
- Si je t'aime, prends garde à toi, Sharon Kena, 2013.
  - Si je t'aime, prends garde à toi, Collection Infinity, 2016.
- Les Chroniques de Gyeon, Sharon Kena, 2013.
- Les Yeux du diable, Sharon Kena, 2013.
- Satan est un homme comme les autres, Milady, 2017.
- L'Indéniable Charme d'un voleur de cœur, Collection Slash Emma de Milady, 2018.
- Deep Water, collection Emma, Milady, 10 juin 2020.
- Peter pan, (réécriture du conte de James Matthew Barrie, date de parution inconnue).

### Nouvelles
- De l'autre côté du miroir, recueil de romances fantastiques, Sharon Kena, 2012.
- Long Night, Collectif d'auteurs dont les bénéfices ont été reversé à l'association Étincelle Occitanie, Sharon Kena, 2013
- Bad Boy, Sharon Kena, 2013.
- L'Ami, Sharon Kena, 2013.
- 1765, ou le Destin de la Bête, recueil la Belle et la Bête, Sharon Kena, 2013.
- Under Cover, collection Horus, Sharon Kena, 2013.
- Fuzen to Love, recueil Les Sept Péchés capitaux, MxM Bookmark, 2014.

### Scénarios
- Paranormal Hunters, série audio de 6 épisodes réalisée et éditée par Hardigan[6], produite par Kobo[5] sur une idée originale et un scénario de Céline Mancellon, 2019.
- Paranormal Hunters, épisode spécial, réalisé et édité par Hardigan, produit par Kobo (La Sorcière Hurlante), 13 décembre 2019.